# Campeonato Mundial de Ciclismo em Pista de 1920
O Campeonato Mundial UCI de Ciclismo em Pista de 1920 foi realizado em Antuérpia, na Bélgica, nos dias 6 e 8 de agosto. Três provas masculinas foram disputadas, duas de profissionais e uma de amador.

## Sumário de medalhas

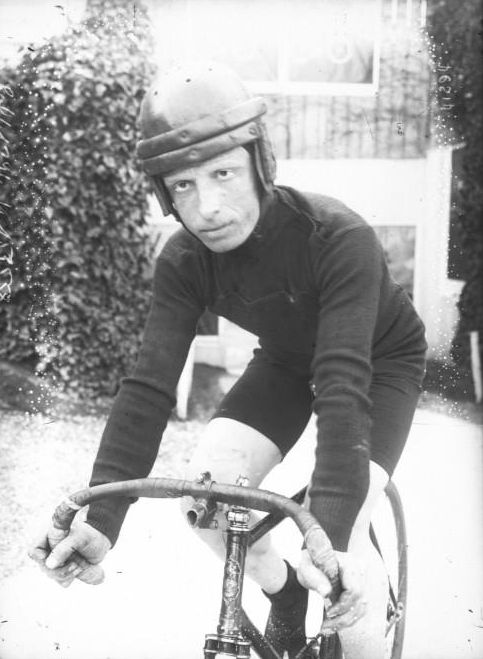
Georges Sérès ciclista da França vencedor da prova de motor-paced.

| Eventos profissionais masculinos |                                 |                              |                              |
| Velocidade individual            | Robert Spears · Austrália       | Ernest Kauffmann · Suíça     | William Bailey · Reino Unido |
| Motor-paced                      | Georges Sérès · França          | Victor Linart · Bélgica      | Paul Suter · Suíça           |
| Evento amador masculino          |                                 |                              |                              |
| Velocidade individual            | Maurice Peeters · Países Baixos | Thomas Johnson · Reino Unido | Gerald Halpin · Austrália    |

## Quadro de medalhas
| Ordem | País          | Medalha de ouro | Medalha de prata | Medalha de bronze | Total |
| ----- | ------------- | --------------- | ---------------- | ----------------- | ----- |
| 1     | Austrália     | 1               | 0                | 1                 | 2     |
| 2     | França        | 1               | 0                | 0                 | 1     |
| -     | Países Baixos | 1               | 0                | 0                 | 1     |
| 4     | Reino Unido   | 0               | 1                | 1                 | 2     |
| -     | Suíça         | 0               | 1                | 1                 | 2     |
| 6     | Bélgica       | 0               | 1                | 0                 | 1     |